# Панов, Геннадий Петрович

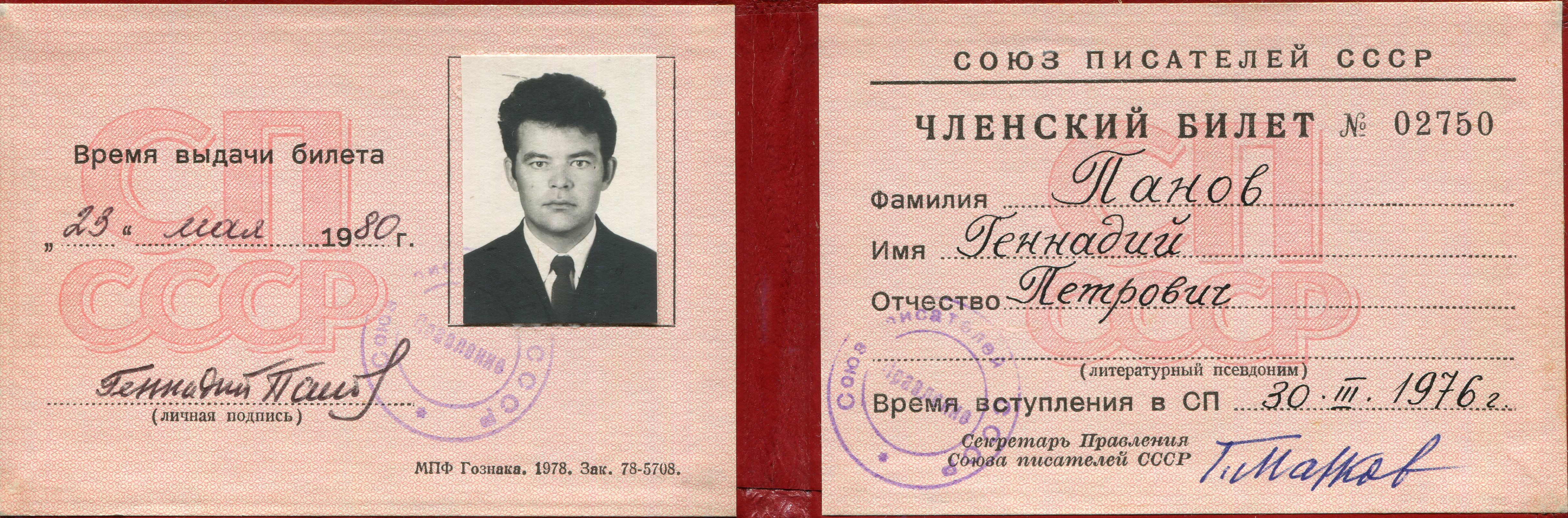
членский билет СП СССР

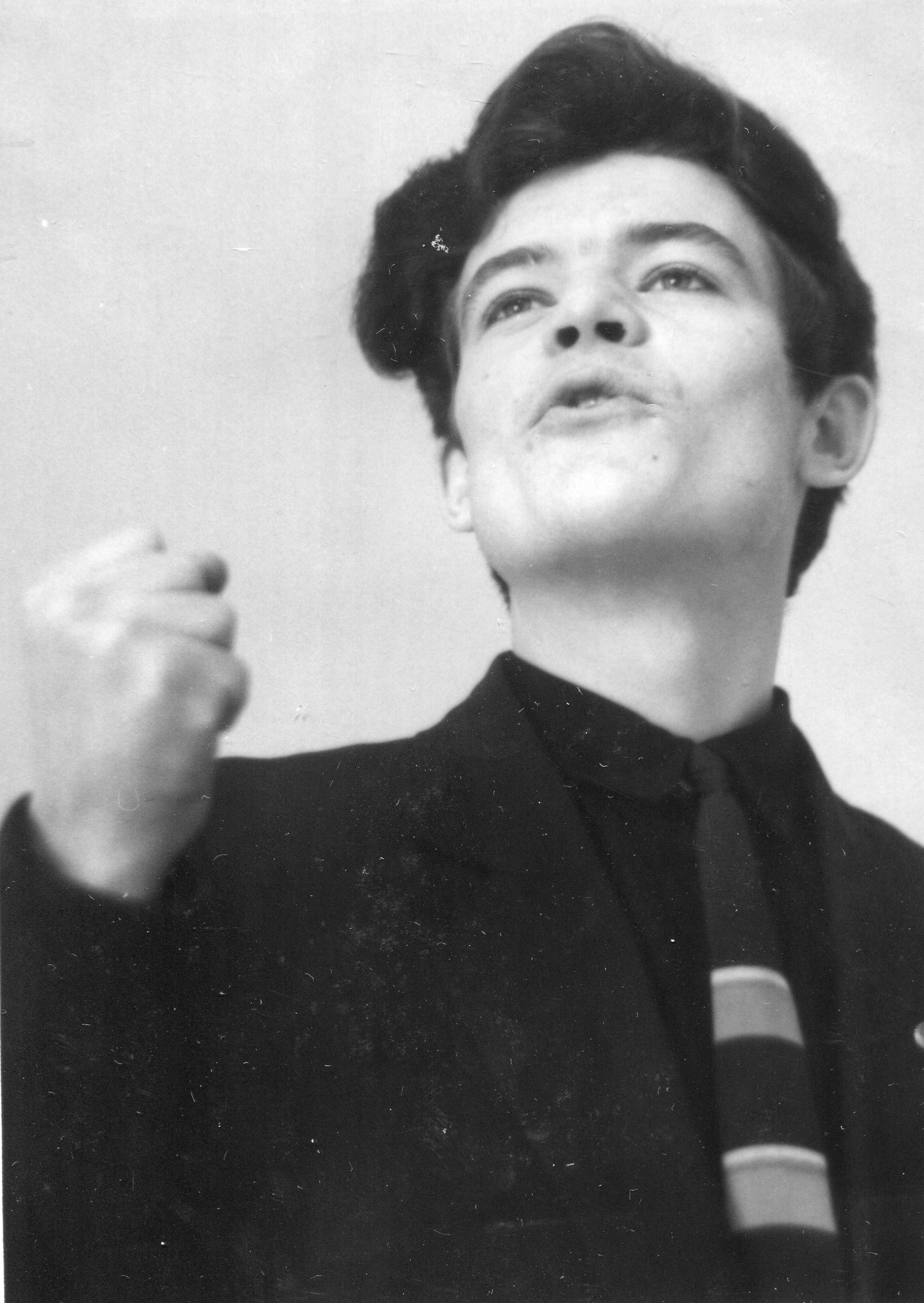
на выступлении

Генна́дий Петро́вич Пано́в (11 июня 1942—28 ноября 1992) — алтайский поэт и переводчик. Автор стихотворного перевода с древнерусского языка «Слова о полку Игореве».  Член Союза писателей СССР.

## Биография
Геннадий Петрович Панов родился в 1942 году в Новокузнецке Кемеровской области. Детство и юность
прошли в селе Паново Ребрихинского района Алтайского края.
После окончания средней школы учился в Барнаульском пединституте, работал в краевом агентстве «Союзпечать», в редакции районной газеты «Знамя труда», на комбинате «Химволокно», литературным консультантом газеты «Молодежь Алтая», в краевом Доме народного творчества, в редакции художественной литературы краевого книжного издательства.
Окончил Высшие литературные курсы при Литературном институте им. Горького.
Первые стихи были опубликованы в газете «Молодежь Алтая» (1960), альманахе «Алтай» (1962), коллективном сборнике «Рабочий-поэт» (1963).
В 1966 г. в Алтайском книжном издательстве вышла первая книга стихов поэта — «Доброта». Позже было издано еще восемь поэтических сборников в Барнауле и в Москве. После смерти Г. П. Панова к его 60-летию на средства земляков — жителей с. Ребрихи издана книга «Завет». Сборник стихов и поэм был подготовлен к печати самим автором, но издать его он так и не успел. В 2004 г. в серии «Библиотека журнала „Алтай“», в котором Г. П. Панов работал последнее время ответственным секретарем, увидел свет его «Русский складень». Многие стихотворения сборника посвящены селу. В них автор воспевает родную деревню, ее людей, неповторимую природу.
В 1983 Панов Г.П. сделал вольный поэтический пересказ «Слова о полку Игореве».
Автор поэтических книг «Доброта», «Застава», «Июнь», «Отрада», «Высокий полдень», «Тихий колокол», «Отчина», «Добрая воля», изданных на Алтае и в Москве.
Геннадий Панов неоднократно избирался членом бюро краевой писательской организации, членом редколлегии альманаха, а позже, журнала «Алтай». Был ответственным секретарём этого журнала.
В произведениях Г. П. Панова, по замечанию Б. М. Юдалевича, «ощущается постоянный интерес к русской и, в частности, алтайской истории, барнаульской старине». По мнению И. Фатина «прослеживая судьбы героев, он стремился показать специфику жизненного уклада сибирского крестьянства, его самобытность… В портретной галерее сельчан представлены люди разных эпох, разных поколений».
Награждён медалью «За доблестный труд. В ознаменование 100-летия со дня рождения В. И. Ленина».
В 1974 году Геннадий Панов удостоен звания лауреата премии Ленинского комсомола Алтая.

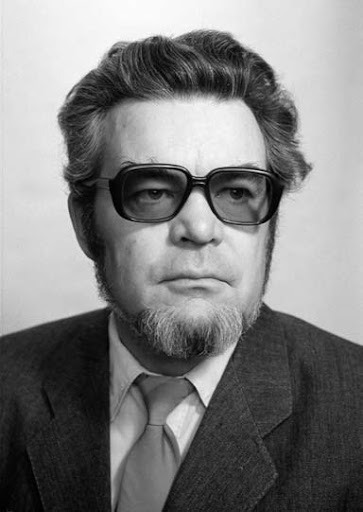
одна из поздних фотографий

Умер в 1992 году. Похоронен в с. Паново.

## Поэтические сборники
- Панов Г. П. Доброта. Барнаул : Алт. кн. изд-во, 1966. 56 с
- Панов Г. П. Застава. Барнаул : Алт. кн. изд-во, 1970. 79 с. : портр.
- Панов Г. П. Июнь. Барнаул : Алт. кн. изд-во, 1975. 111 с. : ил.
- Панов Г. П. Отрада. Барнаул : Алт. кн. изд-во, 1977. 110 с.
- Панов Г. П. Высокий полдень. Барнаул : Алт. кн. изд-во, 1980. 110 с.
- Панов Г. П. Тихий колокол. М. : Молодая гвардия, 1982. 96 с. : ил.
- Панов Г. П. Отчина. Барнаул : Алт. кн. изд-во, 1984. 126 с. : ил. — Из содерж.: Слово о полку Игореве: вольный пересказ.
- Панов Г. П. Добрая воля. Барнаул : Алт. кн. изд-во, 1987. 126. с. : ил.
- Панов Г. П. Наедине. Барнаул : Алт. кн. изд-во,1990.
- Панов Г. П. Русский складень. Барнаул : б. и., 2004. 175 с. : портр. (Библиотека журнала «Алтай»).